# Marquesado de Remisa

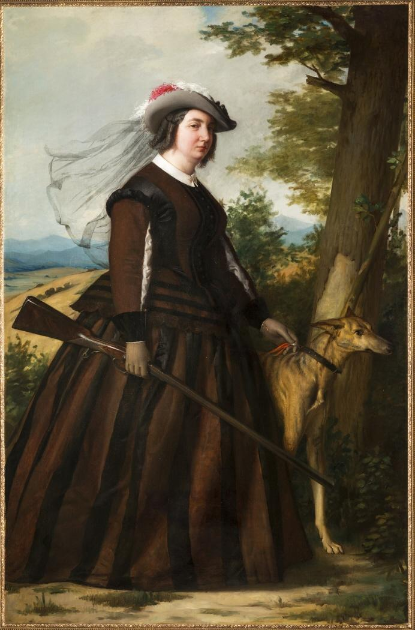
María de los Dolores Remisa y Rafo, ii marquesa.

El marquesado de Remisa fue un título nobiliario español creado por la reina Isabel II de España mediante Real Decreto de 24 de julio de 1840 a favor de Gaspar de Remisa y Miarons Bres y Querol, que tuvo el vizcondado previo de Casa Sanz.

## Marqueses de Remisa
|                        | Titular                                  | Periodo                |
| Creación por Isabel II | Creación por Isabel II                   | Creación por Isabel II |
| ---------------------- | ---------------------------------------- | ---------------------- |
| I                      | Gaspar de Remisa y Miarons Bres y Querol | 1840-1847              |
| II                     | María de los Dolores Remisa y Rafo       | 1849-1915/1916         |

## Historia de los marqueses de Remisa
- Gaspar de Remisa y Miarons Bres y Querol (1784-1847), I vizconde de Casa Sanz y luego I marqués de Remisa.[1]

Casó con Mariana Teresa Rafo de Tolosa, de la que tuvo dos hijas: María de los Dolores de Remisa y Rafo y María de la Concepción de Remisa y Rafo, esposa de Segismundo Moret y Prendergast. El 18 de junio de 1849 le sucedió su hija mayor:
- María de los Dolores Remisa y Rafo (1823-1915/1916[2]), II marquesa de Remisa, dama de la Orden de las Damas Nobles de la Reina María Luisa.[1][3]

Casó con Jesús Muñoz y Sánchez (Tarancón, el 15 de octubre de 1820-Aravaca, 18 de mayo de 1882), hijo del Conde de Retamoso y hermano de Duque de Riánsares, gentilhombre de cámara con ejercicio y senador del Reino. Tuvieron cinco hijos: María Cristina (n. 1850), Jesús Eusebio, Teresa de Jesús, Juan Gualberto y Francisca Muñoz y Remisa (m. 1863).
Probablemente ninguno de los hijos de los últimos marqueses sobrevivió a sus padres, pues nadie reclamó el título y actualmente está caducado y sin posibilidades de rehabilitación, de acuerdo con la actual normativa nobiliaria que limita 40 años su reclamo (Real Decreto 222/1988, de 11 de marzo).